# Steffi Jones

Stephanie Ann "Steffi" Jones (Frankfurt am Main, 1972. december 22. –) német válogatott labdarúgó, edző. 2016-tól 2018-ig a német női labdarúgó-válogatott szövetségi kapitányaként tevékenykedett. 111-szeres német válogatott labdarúgó, mellyel világ- és Európa-bajnok, olimpián bronzérmes.